# خط طول 109° شرق
خط طول 109° شرق هو أحد خطوط الطول الجغرافية، والتي تمتد من القطب الشمالي الجغرافي إلى القطب الجنوبي الجغرافي، وحسب التحويل الزمني يتقدم خط طول 109° شرق عن خط غرينتش بـ7 ساعات و16 دقيقة.

## من القطب إلى القطب
ينطلق خط طول 109° شرق من القطب الشمالي نحو القطب الجنوبي مرورا بالمناطق التي ترد في الجدول التالي:
| الإحداثيات                           | البلد أو الإقليم أو البحر | ملاحظات |
| ------------------------------------ | ------------------------- | --- |
| 90°0′N 109°0′E / 90.000°N 109.000°E  | المحيط المتجمد الشمالي    | |
| 79°37′N 109°0′E / 79.617°N 109.000°E | بحر لابتيف                | |
| 76°44′N 109°0′E / 76.733°N 109.000°E | روسيا                     | كراسنويارسك كراي — تايميار |
| 74°0′N 109°0′E / 74.000°N 109.000°E  | Khatanga Gulf             | |
| 73°21′N 109°0′E / 73.350°N 109.000°E | روسيا                     | كراسنويارسك كراي ياقوتيا — من 69°46′N 109°0′E / 69.767°N 109.000°E إركوتسك أوبلاست — من 63°35′N 109°0′E / 63.583°N 109.000°E بورياتيا — من 56°39′N 109°0′E / 56.650°N 109.000°E Irkutsk Oblast — من 56°1′N 109°0′E / 56.017°N 109.000°E Republic of Buryatia — من 55°56′N 109°0′E / 55.933°N 109.000°E, مرورا عبر بحيرة بيقال كراي عبر البايكال — من 51°27′N 109°0′E / 51.450°N 109.000°E |
| 49°21′N 109°0′E / 49.350°N 109.000°E | منغوليا                   | |
| 42°27′N 109°0′E / 42.450°N 109.000°E | جمهورية الصين الشعبية     | منغوليا الداخلية شنشي – من 38°20′N 109°0′E / 38.333°N 109.000°E Inner Mongolia – من 38°8′N 109°0′E / 38.133°N 109.000°E Shaanxi – من 37°53′N 109°0′E / 37.883°N 109.000°E, مرورا بشرق شيان (في 34°15′N 108°56′E / 34.250°N 108.933°E) تشونغتشينغ – من 31°55′N 109°0′E / 31.917°N 109.000°E خوبي – من 30°37′N 109°0′E / 30.617°N 109.000°E Chongqing – من 29°19′N 109°0′E / 29.317°N 109.000°E قويتشو – من 28°9′N 109°0′E / 28.150°N 109.000°E خونان – من 27°14′N 109°0′E / 27.233°N 109.000°E Guizhou – من 27°4′N 109°0′E / 27.067°N 109.000°E قوانغشي – من 25°46′N 109°0′E / 25.767°N 109.000°E Guizhou – من 25°42′N 109°0′E / 25.700°N 109.000°E Guangxi – من 25°31′N 109°0′E / 25.517°N 109.000°E |
| 21°37′N 109°0′E / 21.617°N 109.000°E | بحر الصين الجنوبي         | خليج تونكين – مرورا بغرب Weizhou Island, جمهورية الصين الشعبية (في 21°2′N 109°4′E / 21.033°N 109.067°E) |
| 19°34′N 109°0′E / 19.567°N 109.000°E | جمهورية الصين الشعبية     | جزيرة هاينان |
| 18°22′N 109°0′E / 18.367°N 109.000°E | بحر الصين الجنوبي         | |
| 14°49′N 109°0′E / 14.817°N 109.000°E | فيتنام                    | محافظة كوانغ ناي محافظة بنه دنه – من 14°40′N 109°0′E / 14.667°N 109.000°E محافظة فو أين – من 13°31′N 109°0′E / 13.517°N 109.000°E محافظة كان هوا – من 12°42′N 109°0′E / 12.700°N 109.000°E محافظة ننه توان – من 11°55′N 109°0′E / 11.917°N 109.000°E |
| 11°20′N 109°0′E / 11.333°N 109.000°E | بحر الصين الجنوبي         | مرورا بشرق the جزيرة Cù Lao Thu, فيتنام (في 10°31′N 108°57′E / 10.517°N 108.950°E) |
| 2°34′N 109°0′E / 2.567°N 109.000°E   | إندونيسيا                 | جزيرة Serasan |
| 2°32′N 109°0′E / 2.533°N 109.000°E   | بحر الصين الجنوبي         | |
| 1°17′N 109°0′E / 1.283°N 109.000°E   | إندونيسيا                 | جزيرة بورنيو |
| 0°18′N 109°0′E / 0.300°N 109.000°E   | بحر الصين الجنوبي         | مرورا بشرق the جزيرة جزر كاريماتا, إندونيسيا (في 1°36′S 108°58′E / 1.600°S 108.967°E) |
| 2°50′S 109°0′E / 2.833°S 109.000°E   | بحر جاوة                  | |
| 6°48′S 109°0′E / 6.800°S 109.000°E   | إندونيسيا                 | جزر جاوة (جزيرة) و نوسا كامبانجان |
| 7°46′S 109°0′E / 7.767°S 109.000°E   | المحيط الهندي             | |
| 60°0′S 109°0′E / 60.000°S 109.000°E  | المحيط الجنوبي            | |
| 66°53′S 109°0′E / 66.883°S 109.000°E | القارة القطبية الجنوبية   | الإقليم الأسترالي في القارة القطبية الجنوبية, المطالب الإقليمية بالقارة القطبية الجنوبية by أستراليا |